# La Pierre
Pour les articles homonymes, voir Pierre.
La Pierre est une commune française située dans le département de l'Isère, en région Auvergne-Rhône-Alpes.
La commune fait partie du canton de Goncelin et elle est adhérente à la communauté de communes du Pays du Grésivaudan. Le village de La Pierre compte environ 650 habitants dénommés les Pierrois.

## Géographie

### Localisation
La Pierre est un petit village, situé à 254 mètres d’altitude, voisin des communes du Champ-près-Froges et d'Hurtières. Cette commune qui s’étale sur une superficie de 3,3 km2, est entourée de nombreux terrains utilisés pour l’agriculture, ce qui fait de La Pierre un village au caractère agricole et champêtre. La commune fait partie de l'unité urbaine de Grenoble.

### Communes limitrophes
La commune est limitrophe de quatre communes différentes.

### Hydrographie
Le principal cours d'eau est l'Isère, rivière longue de 286 km, dont le bassin versant représente 10 800 km2 et qui borde l'ouest du territoire communal.
Le territoire communal est également sillonné par trois ruisseaux : le ruisseau de La Pierre, le ruisseau du Nan et le ruisseau de Champalud qui sont tous des affluents de l'Isère.

### Climat
Pour des articles plus généraux, voir Climat d'Auvergne-Rhône-Alpes et Climat de l'Isère.
En 2010, le climat de la commune est de type climat des marges montargnardes, selon une étude du Centre national de la recherche scientifique s'appuyant sur une série de données couvrant la période 1971-2000. En 2020, Météo-France publie une typologie des climats de la France métropolitaine dans laquelle la commune est exposée à un climat de montagne ou de marges de montagne et est dans la région climatique  Alpes du nord, caractérisée par une pluviométrie annuelle de 1 200 à 1 500 mm, irrégulièrement répartie en été. 
Pour la période 1971-2000, la température annuelle moyenne est de 11,8 °C, avec une amplitude thermique annuelle de 19,6 °C. Le cumul annuel moyen de précipitations est de 1 306 mm, avec 9,6 jours de précipitations en janvier et 7,4 jours en juillet. Pour la période 1991-2020, la température moyenne annuelle observée sur la station météorologique de Météo-France la plus proche, « Pipay_sapc », sur la commune de Theys à 4 km à vol d'oiseau, est de 6,3 °C et le cumul annuel moyen de précipitations est de 1 545,8 mm,. Pour l'avenir, les paramètres climatiques de la commune estimés pour 2050 selon différents scénarios d'émission de gaz à effet de serre sont consultables sur un site dédié publié par Météo-France en novembre 2022.

### Voies de communication
Le territoire communal est traversé par l'ancienne route nationale 523 qui relie Saint-Martin-d'Hères (près de Grenoble) à Montmélian. À la suite de la réforme de 1972, cette voie a été déclassée en RD 523.

## Urbanisme

### Typologie
Au 1er janvier 2024, La Pierre est catégorisée bourg rural, selon la nouvelle grille communale de densité à sept niveaux définie par l'Insee en 2022.
Elle appartient à l'unité urbaine de Grenoble, une agglomération intra-départementale regroupant 38  communes, dont elle est une commune de la banlieue,,. Par ailleurs la commune fait partie de l'aire d'attraction de Grenoble, dont elle est une commune de la couronne,. Cette aire, qui regroupe 204 communes, est catégorisée dans les aires de 700 000 habitants ou plus (hors Paris),.

### Occupation des sols
L'occupation des sols de la commune, telle qu'elle ressort de la base de données européenne d’occupation biophysique des sols Corine Land Cover (CLC), est marquée par l'importance des territoires agricoles (48,4 % en 2018), en diminution par rapport à 1990 (53,7 %). La répartition détaillée en 2018 est la suivante : 
forêts (25,8 %), terres arables (24,8 %), zones agricoles hétérogènes (23,6 %), zones urbanisées (13,8 %), eaux continentales (12,1 %). L'évolution de l’occupation des sols de la commune et de ses infrastructures peut être observée sur les différentes représentations cartographiques du territoire : la carte de Cassini (XVIIIe siècle), la carte d'état-major (1820-1866) et les cartes ou photos aériennes de l'IGN pour la période actuelle (1950 à aujourd'hui).

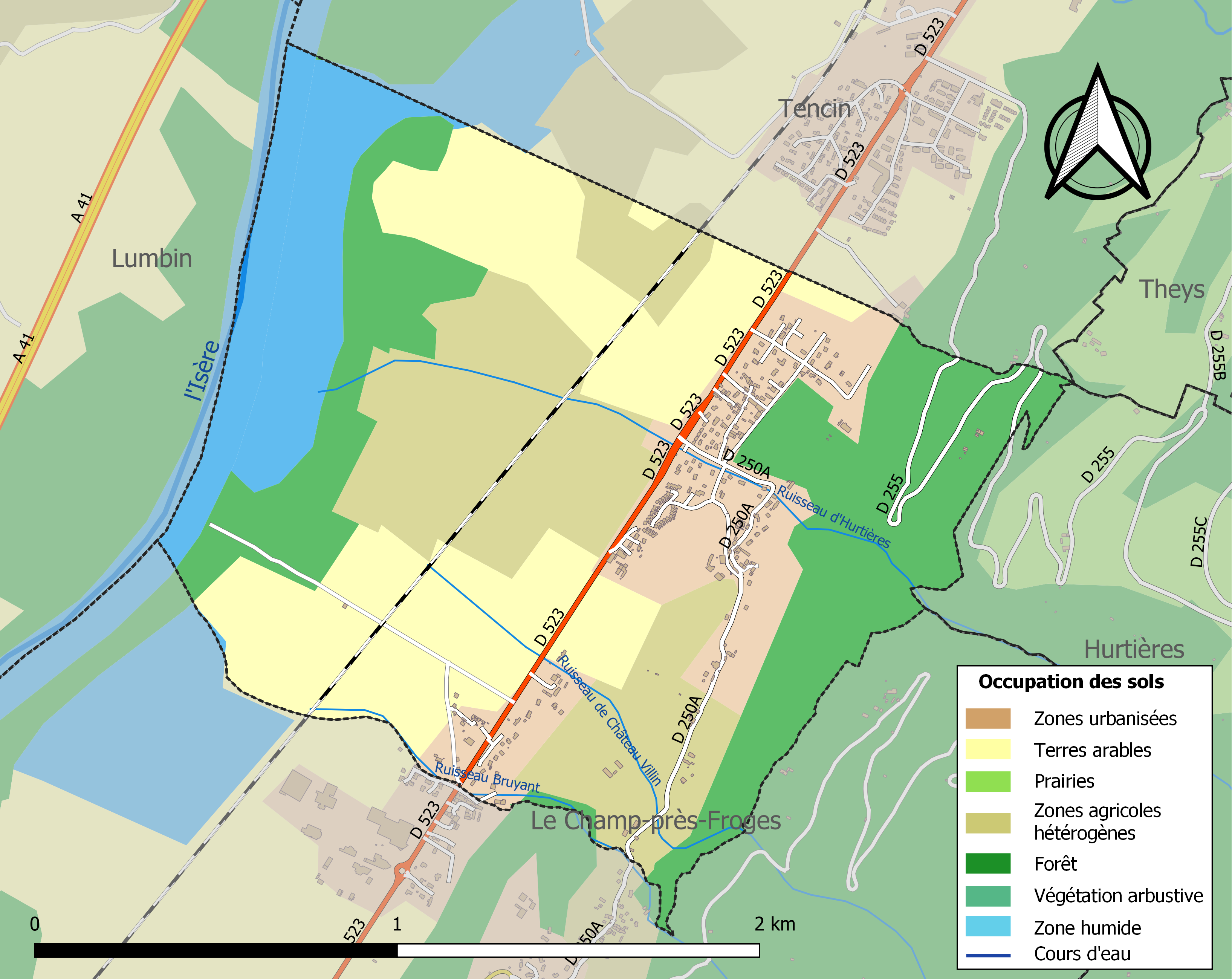
Carte des infrastructures et de l'occupation des sols de la commune en 2018 (CLC).

### Risques naturels

#### Risques sismiques
La totalité du territoire de la commune de La Pierre est situé en zone de sismicité n°4 (sur une échelle de 1 à 5), comme la plupart des communes de son secteur géographique.
| Type de zone | Niveau            | Définitions (bâtiment à risque normal) |
| ------------ | ----------------- | -------------------------------------- |
| Zone 4       | Sismicité moyenne | accélération = 1,6 m/s2                |

## Histoire

### Préhistoire
Durant la période antique, dans la vallée de l'Isère, les premiers résidents, historiquement connus, sont les Allobroges, qui s’y sont installés à partir du Ve siècle avant notre ère. Ce peuple occupait la zone la plus vaste allant du nord du Vercors et de Belledonne en passant par le Grésivaudan et sur une grande partie de la région qui sera dénommée plus tard la Sapaudia et qui deviendra la Savoie.

### Moyen Âge et Temps Modernes
L'histoire du bourg se confond avec celle de la famille de Monteynard.

## Politique et administration

### Liste des maires
| Période                                  | Période  | Identité               | Étiquette | Qualité |
| ---------------------------------------- | -------- | ---------------------- | --------- | ------- |
| Les données manquantes sont à compléter. |          |                        |           |         |
| 2001                                     | 2008     | Max Briançon-Marjollet | SE        |         |
| 2008                                     | 2020     | Jean-Paul Durand       | SE        |         |
| 2020                                     | En cours | Jean-Yves Gayet        |           |         |

## Population et société

### Démographie
L'évolution du nombre d'habitants est connue à travers les recensements de la population effectués dans la commune depuis 1800. Pour les communes de moins de 10 000 habitants, une enquête de recensement portant sur toute la population est réalisée tous les cinq ans, les populations de référence des années intermédiaires étant quant à elles estimées par interpolation ou extrapolation. Pour la commune, le premier recensement exhaustif entrant dans le cadre du nouveau dispositif a été réalisé en 2004.

En 2022, la commune comptait 648 habitants, en évolution de +11,92 % par rapport à 2016 (Isère : +3,07 %, France hors Mayotte : +2,11 %).
| 1800 | 1806 | 1821 | 1831 | 1836 | 1841 | 1846 | 1851 | 1856 |
| ---- | ---- | ---- | ---- | ---- | ---- | ---- | ---- | ---- |
| 248  | 286  | 264  | 264  | 252  | 292  | 278  | 270  | 270  |

| 1861 | 1866 | 1872 | 1876 | 1881 | 1886 | 1891 | 1896 | 1901 |
| ---- | ---- | ---- | ---- | ---- | ---- | ---- | ---- | ---- |
| 240  | 226  | 214  | 210  | 183  | 177  | 176  | 166  | 152  |

| 1906 | 1911 | 1921 | 1926 | 1931 | 1936 | 1946 | 1954 | 1962 |
| ---- | ---- | ---- | ---- | ---- | ---- | ---- | ---- | ---- |
| 167  | 147  | 136  | 160  | 150  | 146  | 150  | 141  | 132  |

| 1968 | 1975 | 1982 | 1990 | 1999 | 2004 | 2006 | 2009 | 2014 |
| ---- | ---- | ---- | ---- | ---- | ---- | ---- | ---- | ---- |
| 162  | 186  | 301  | 375  | 390  | 439  | 466  | 423  | 557  |

| 2019 | 2022 | - | - | - | - | - | - | - |
| ---- | ---- | - | - | - | - | - | - | - |
| 565  | 648  | - | - | - | - | - | - | - |

### Enseignement
La commune est rattachée à l'académie de Grenoble.

### Médias
Historiquement, le quotidien à grand tirage Le Dauphiné libéré consacre, chaque jour, y compris le dimanche, dans son édition du Grésivaudan, un ou plusieurs articles à l'actualité du canton, de la communauté de communes et quelquefois du village, ainsi que des informations sur les éventuelles manifestations locales, les travaux routiers, et autres événements divers à caractère local.
La commune est située sur l'aire de diffusion de radio Ici Isère, une radio publique qui émet sur tout le territoire du département de l'Isère.

### Cultes
L'église et la communauté catholique de La Pierre (propriété de la commune) sont rattachées à la Paroisse Sainte Thérèse de l'Enfant Jésus, elle-même rattachée au diocèse de Grenoble.

## Économie

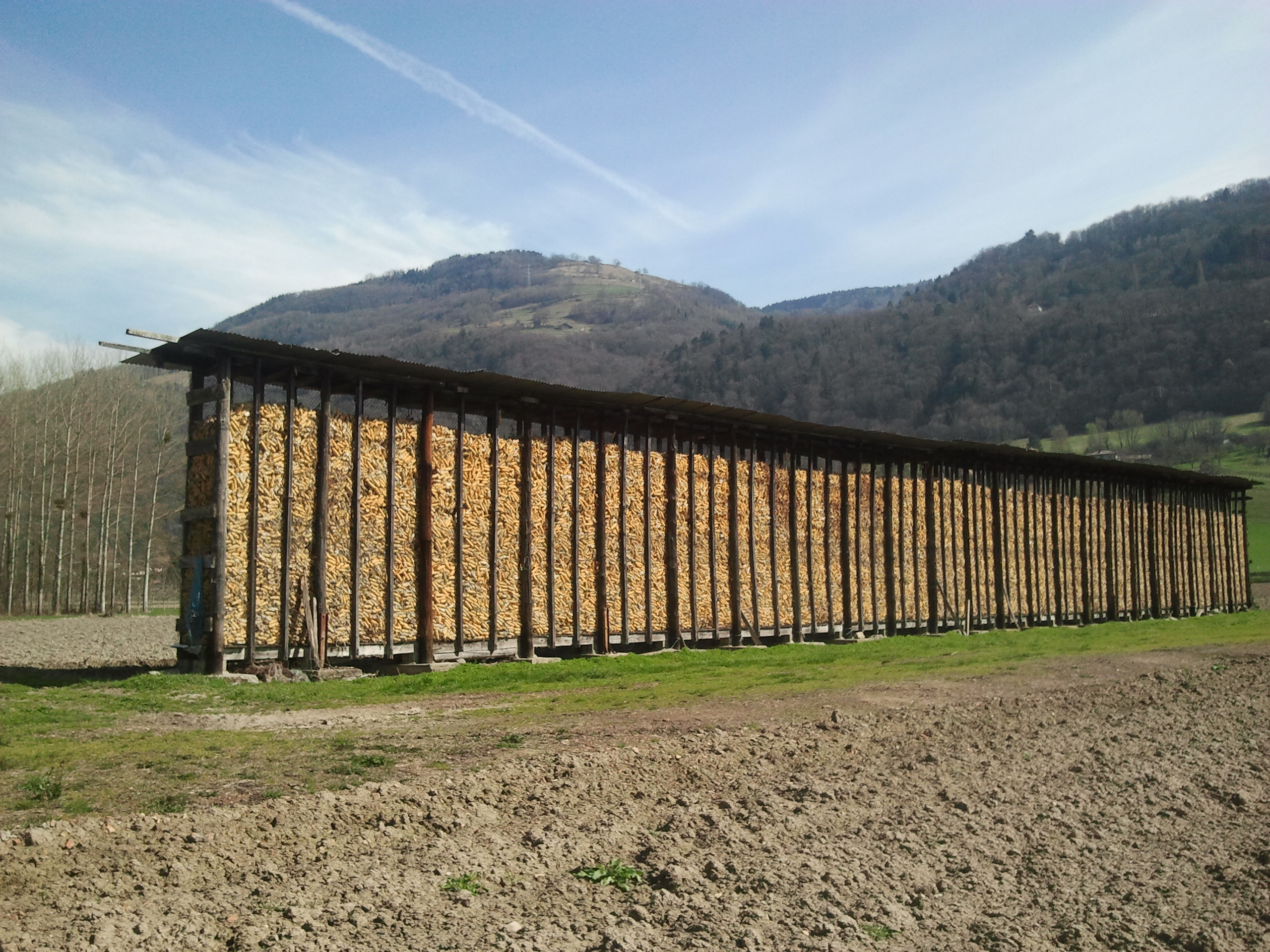
Séchoir à maïs traditionnel à La Pierre (Grésivaudan)

La commune fait partie de l'aire géographique de production et transformation du « Bois de Chartreuse », la première AOC de la filière Bois en France,.
Il y a également sur la commune des terres agricoles, notamment la culture du maïs, importante comme dans le reste du Grésivaudan.

## Culture locale et patrimoine

### Lieux et monuments

#### Patrimoine civil

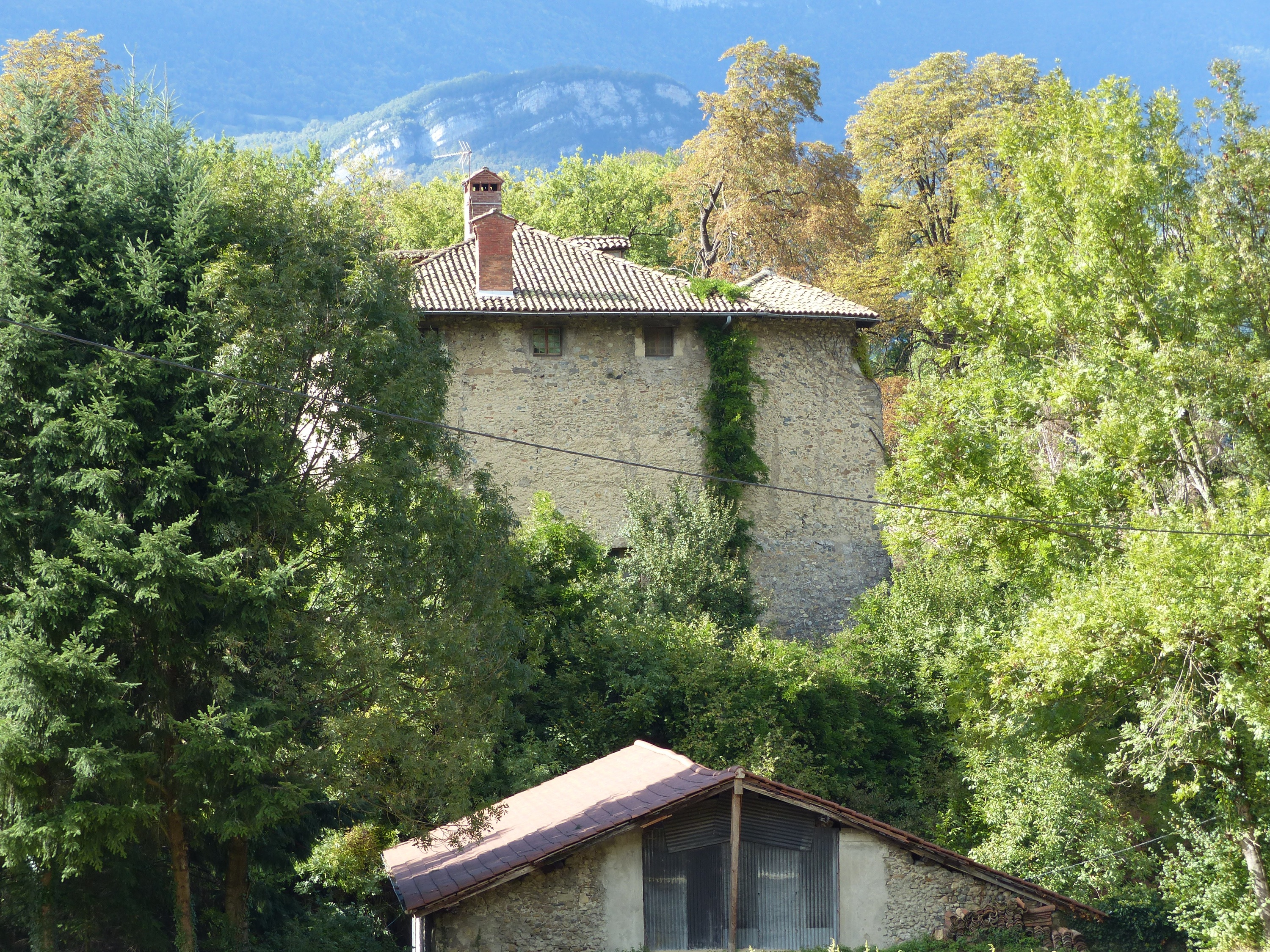
Le château de La Pierre.

- Le château de La Pierre :

également dénommé « château-vieux », ce château fort du XIe siècle, installé juste au-dessus des restes d’une villa gallo-romaine, fait l'objet d’une inscription au titre des monuments historiques depuis le 20 octobre 1982.

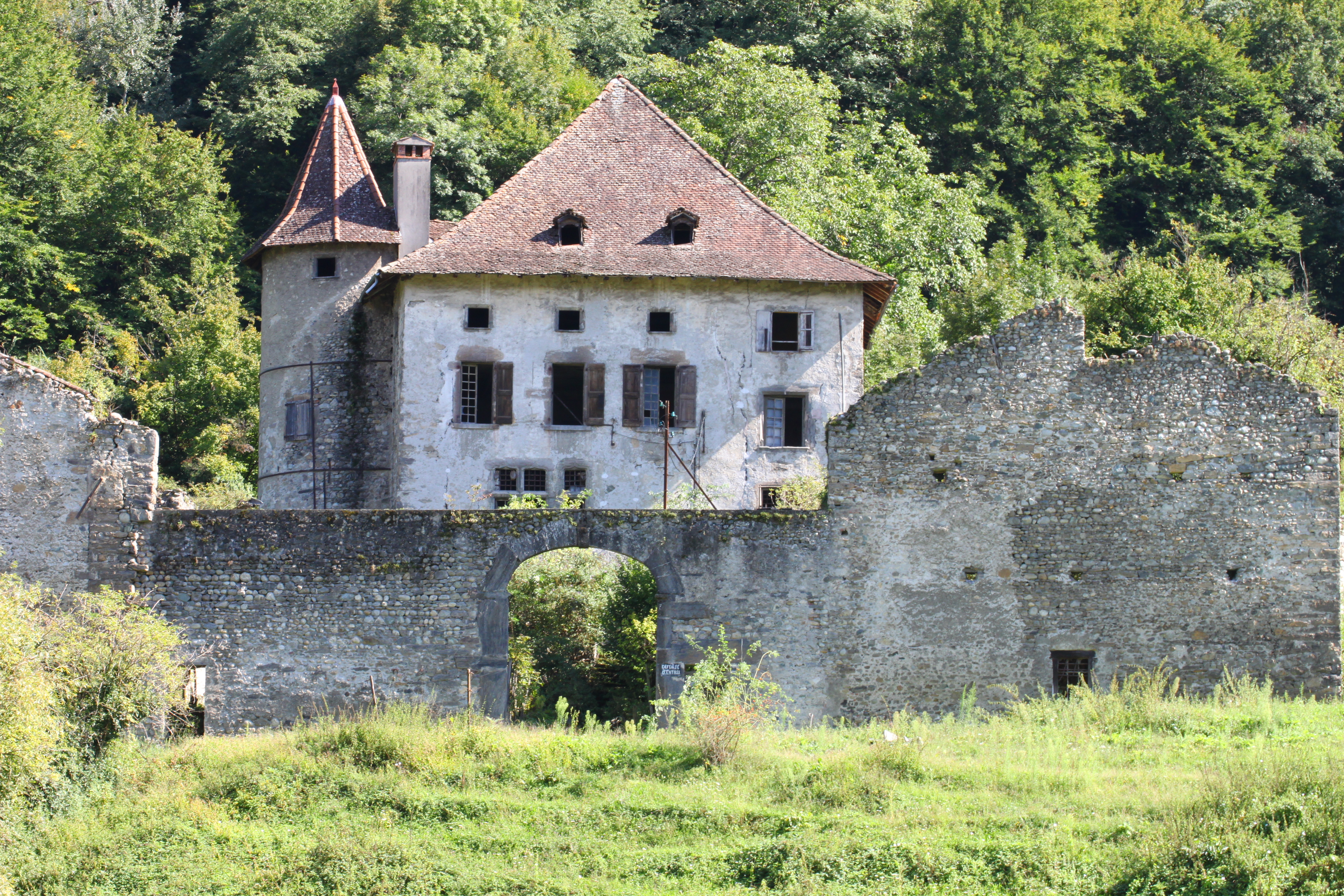
Le manoir de la Vaubeaunnais.

- Le manoir de la Veaubeaunais (ou Vaubonnais),

Cet édifice qui date des XVe et XVIe siècles, fait l'objet d’un classement et d'une inscription partielle au titre des monuments historiques  par arrêté du 5 décembre 1988. Le bâtiment principal est classé ; les communs, le mur de clôture du manoir, la terrasse, son mur de soutènement et son escalier d'accès sont inscrits.
- La fontaine de la Perrière.
- Le bâtiment École-Mairie.
- La maison Curiale.
- Vestiges d'une maison forte du XVe siècle[23].

#### Patrimoine religieux
- L’église Saint-Pierre, du XVIIIe siècle[23].

### Personnalités liées à la commune
- Louis François de Monteynard (1713 - 1791), secrétaire d'État de la Guerre de Louis XV du 26 janvier 1771 au 27 janvier 1774 est né au château.